# Many Happy Returns (Sherlock)
Many Happy Returns (Muchas felicidades, en español) es un mini-episodio de 7 minutos de duración de la serie Sherlock. Fue estrenado el 24 de diciembre de 2013 en el canal de YouTube de la BBC, como adelanto de la tercera temporada de la serie.

## Argumento
El episodio empieza en el Tíbet, donde un abad descubre a una rubia contrabandista entre un grupo de monjes. Anderson (Jonathan Airis) está convencido de que fue cosa de Sherlock (Benedict Cumberbatch), pero Lestrade (Rupert Graves) le recuerda que está muerto. Sin embargo, Anderson también cree que Sherlock estuvo involucrado en la resolución del incidente de Nueva Delhi. A continuación se ve la rueda de prensa del inspector Prokesh Nueva Delhi, y tras las cámaras, pregunta a un desconocido si realmente no quiere llevarse el mérito.
Anderson dice que ningún inspector podría haberlo resuelto, ofendiendo a Lestrade. Anderson insiste, ya que Sherlock tampoco se llevaba el mérito de sus casos. Anderson opina que Sherlock está fuera, escondido, pero no puede evitar involucrarse, como en "El jurado misterioso": todos iban a dar veredicto de inocencia, salvo uno, logrando la condena del acusado.
Se revela que Anderson perdió su empleo por obsesionarse con que Sherlock está vivo, y Lestrade le dice que Sherlock no volverá. Antes de irse, le dice que buscará alguien que revise su caso. Luego va a visitar a John (Martin Freeman). Anderson ve que la localización de los casos muestran que Sherlock está volviendo a Londres, poco a poco.
Lestrade entrega a John unos fragmentos del video que habían grabado por su cumpleaños, la versión sin editar. John lo ve, y se muestran a Sherlock pensando qué podría decir a John. Revela que se perderá la cena que darán a John, ya que habrá gente. También menciona que todos los amigos de John odian al médico. Menciona que el estudio que hizo sobre este tema no fue el mejor regalo que pudo haber decidido.
También dice que no añadirá detalles a la mentira de que no irá porque tiene "una cosa". Luego dice: "Dame un momento para que piense lo que tengo que hacer", a lo que John responde: "Te diré lo que debes hacer, deja de estar muerto". El Sherlock de la pantalla responde "De acuerdo". A continuación se sienta en el sofá y felicita a John por su cumpleaños, excusándose por no estar allí con él. Las últimas palabras de esto son: "Volveré a estar contigo muy pronto".
Anderson sigue pensando que está de vuelta. Lestrade ve a un hombre con un periódico, cuyo titular es: "El juego ha vuelto". El video de Sherlock termina con el detective haciendo un guiño.